# Silivaș (okręg Alba)
Silivaș – wieś w Rumunii, w okręgu Alba, w gminie Hopârta. W 2011 roku liczyła 329 mieszkańców.